# Voutezac
Voutezac ist eine französische Gemeinde im Département Corrèze in der Region Nouvelle-Aquitaine. Sie gehört zum Arrondissement Brive-la-Gaillarde und zum Kanton L’Yssandonnais. Die Nachbargemeinden sind Orgnac-sur-Vézère im Norden, Estivaux im Nordosten, Allassac im Südosten, Objat im Südwesten, Saint-Solve im Westen und Vignols im Nordwesten.
Zu Voutezac und Allasac gehört neben den Hauptsiedlungen auch das Dorf Le Saillant. Dort befindet sich das Schloss „Château de Mirabeau“ resp. Château du Saillant, ein Monument historique.

## Wappen
Beschreibung: In Silber ein roter Balken mit drei Zinnen oberhalb und mit einem goldenen Löwen. Ein gemeines blaues gemeines Kreuz oberhalb und eine belaubte Weintraube im Schildfuß.

## Bevölkerungsentwicklung
| Jahr      | 1962 | 1968 | 1975 | 1982 | 1990 | 1999 | 2005 | 2006 | 2019 |
| --------- | ---- | ---- | ---- | ---- | ---- | ---- | ---- | ---- | ---- |
| Einwohner | 1256 | 1197 | 1071 | 1053 | 1026 | 1142 | 1174 | 1182 | 1242 |

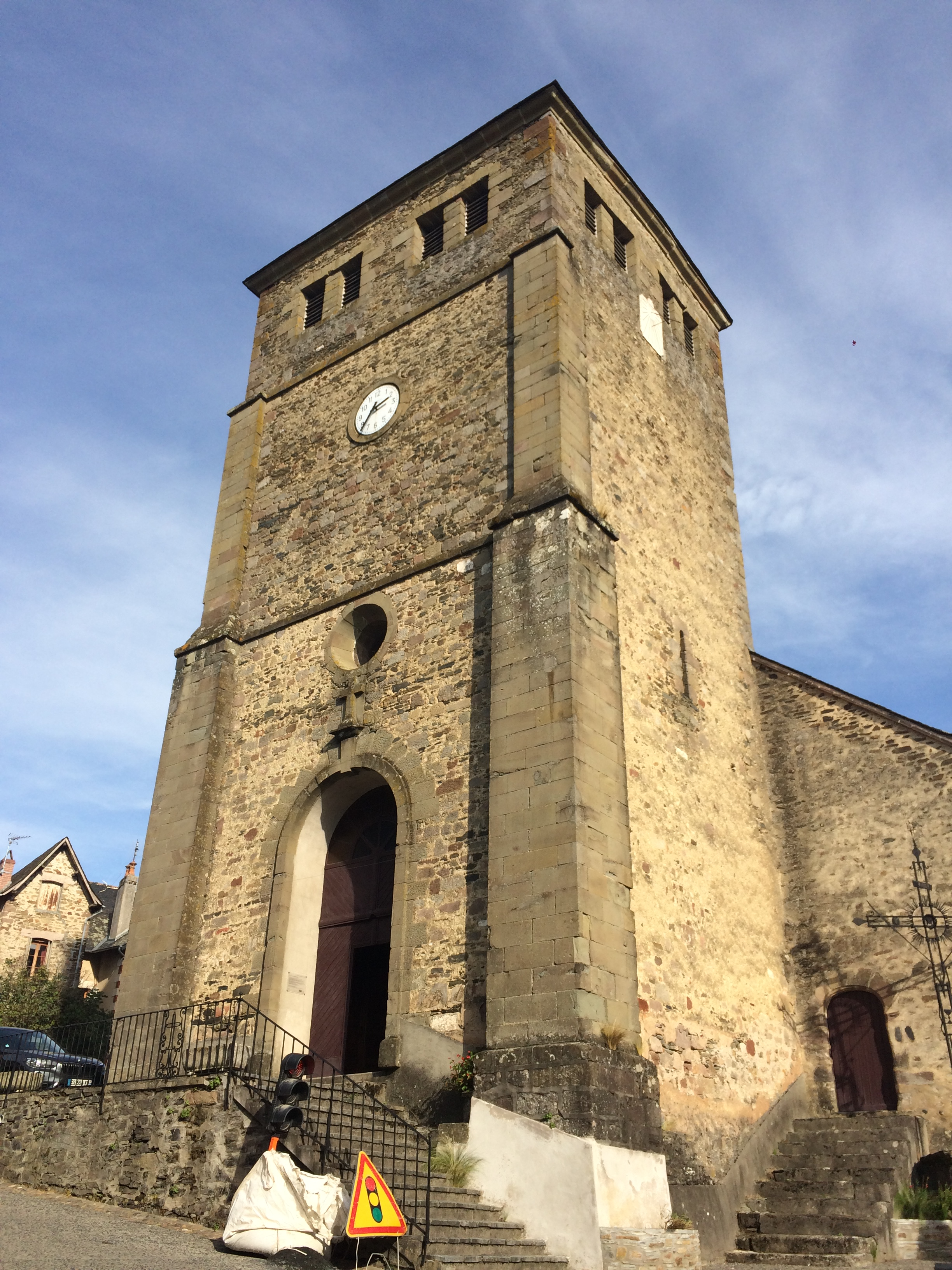
Kirche Saint-Christophe
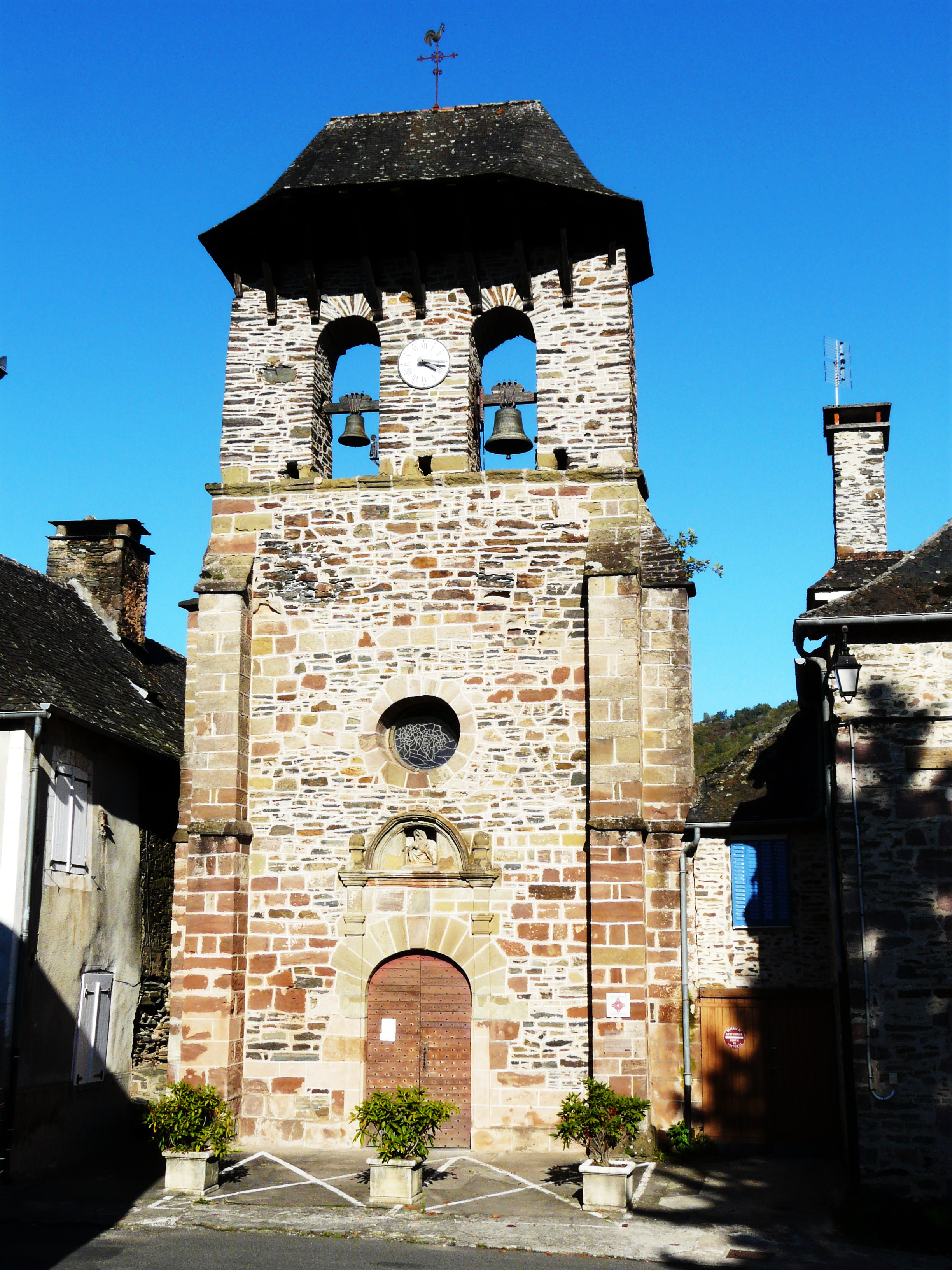
Kapelle im Ortsteil Le Saillant
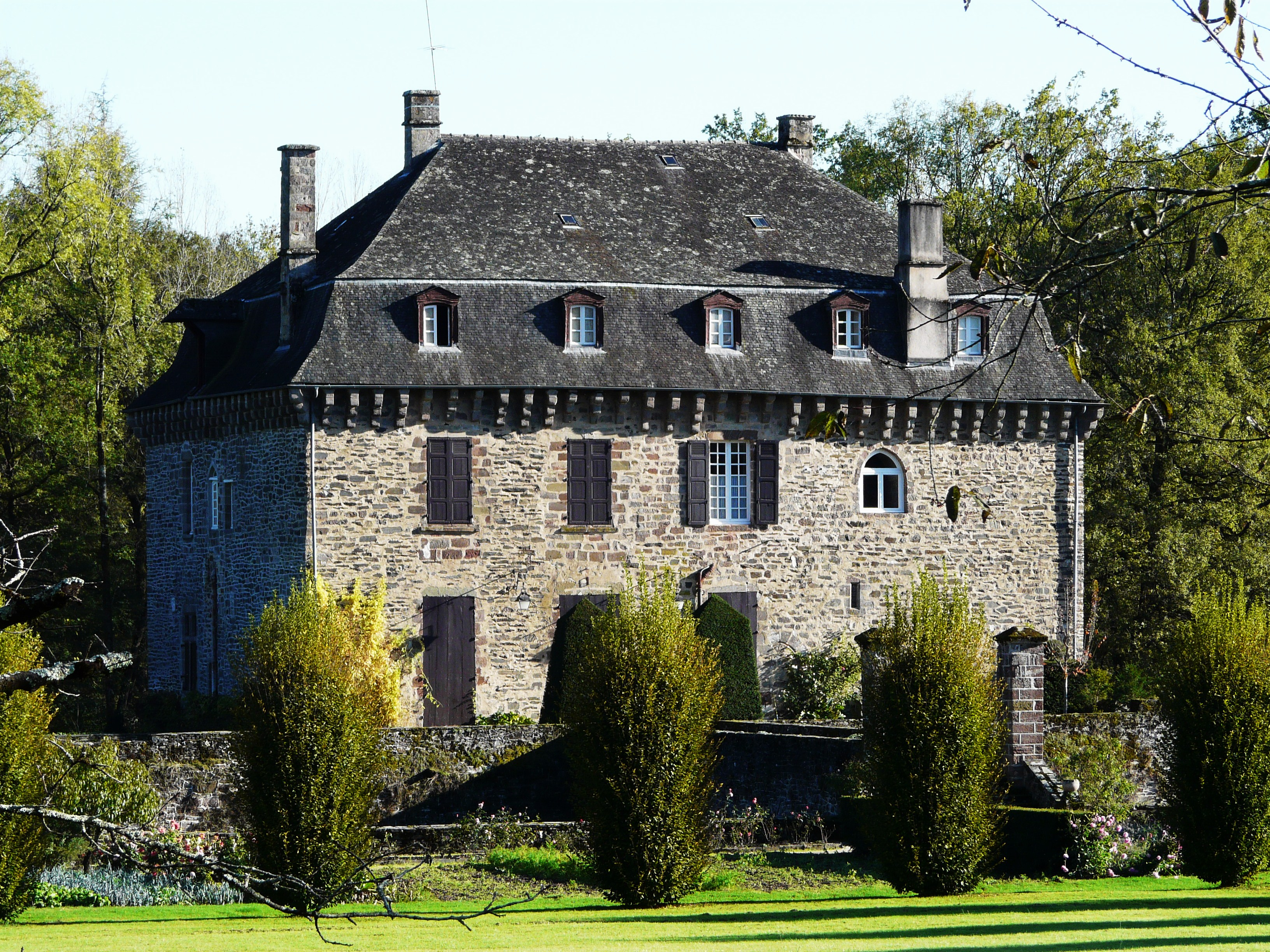
Château de Mirabeau im Ortsteil Le Saillant
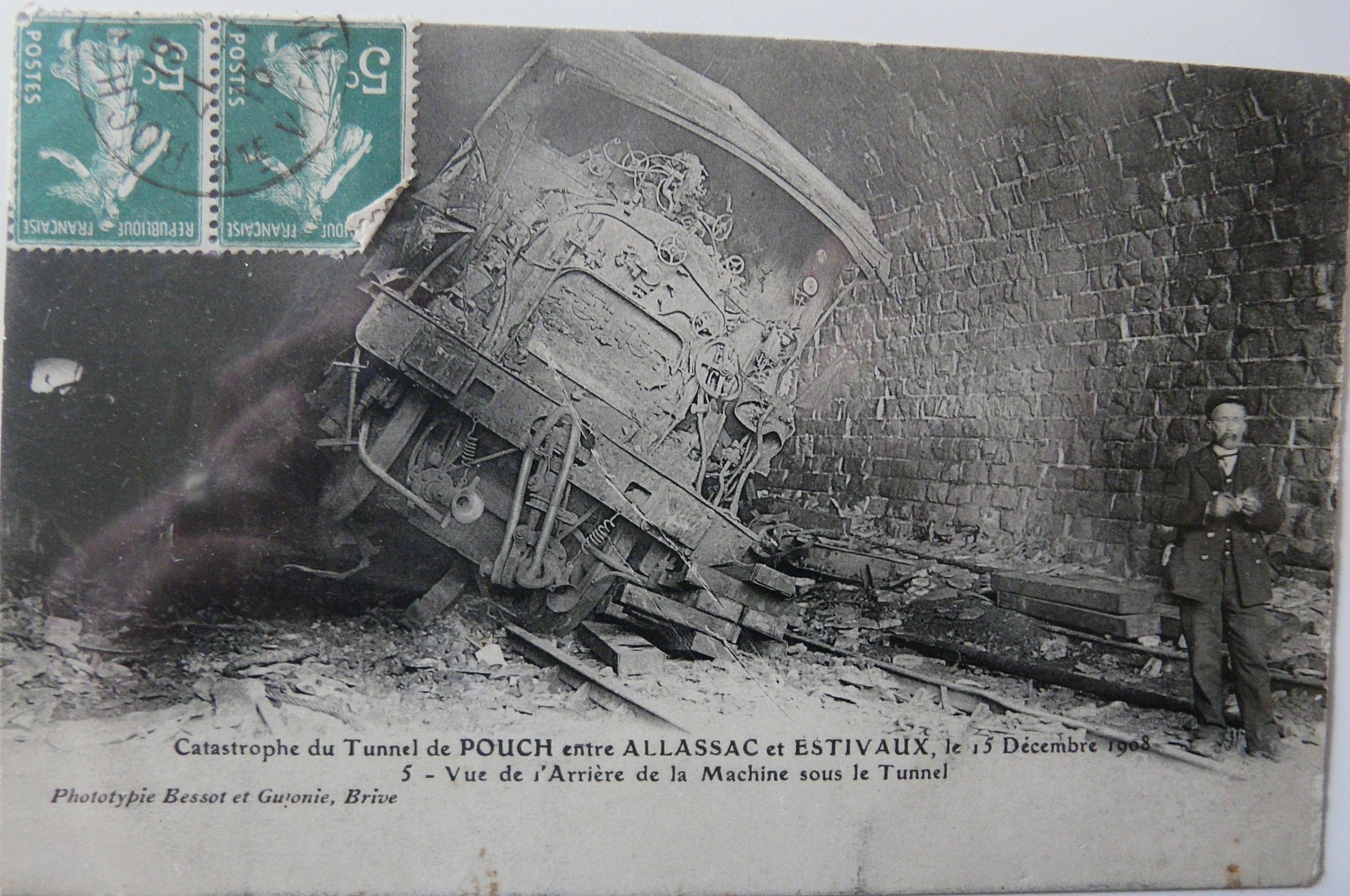
Zugunglück 1908 im Tunnel Pouch